# 真砂町 (名古屋市)
真砂町（まさごちょう）は、愛知県名古屋市港区の地名。

## 歴史

### 沿革
- 1925年（大正14年）4月1日 - 南区築地の一部により、同区真砂町が成立[3]。
- 1937年（昭和12年）10月1日 - 港区編入により、同区真砂町となる[3]。
- 1973年（昭和48年）10月20日 - 港区名港一丁目・名港二丁目・入船一丁目にそれぞれ編入され消滅[3]。